# 學習權
學習權是閱讀和寫字、提出問題與思考問題、想像和創造、瞭解人的環境和編寫歷史、接受教育資訊、發展個人和團體技能的權利。

「學習權」的具體內容是在1985年，由聯合國教育科學文化組織[第四次國際成人教育會議宣言中提出]（页面存档备份，存于）。

而吳清山教授、林天祐教授提出，學習權是指個人在所處環境中充分發展閱讀、思考、生活以及創造能力的一種基本權力。